# یاروویا
یاروویا (به انگلیسی: Yarrowia) یک سرده‌ی قارچ در خانواده Dipodascaceae است. شناخته‌شده‌ترین گونهٔ این سرده، یاروویا لیپولیتیکا، مخمری است که می‌تواند از منابع غیرمعمول کربن مانند هیدروکربن‌ها استفاده کند.